# Regionalisme (politik)
 For alternative betydninger, se Regionalisme. (Se også artikler, som begynder med Regionalisme)
Regionalisme er en politisk ideologi eller holdning, der fokuserer på interesserne for en bestemt region eller gruppe af regioner. Målet med regionalisme er at øge regionens indflydelse og politisk magt, enten gennem bevægelser for begrænsede former for autonomi (decentralisering, statslige rettigheder, decentralisering) eller gennem mere radikale ændringer (suverænitet, separatisme, uafhængighed). Regionalister foretrækker ofte løse føderationer eller konføderationer over enhedsstater med en stærk centralregering. Derfor søger disse også, at øge regionens eller regionernes betydning og indflydelse og i det lange løb at mindske nationalstaternes rolle.
Et  'regionalistisk parti'  er et politisk parti, der går ind for autonomi for sin region. Da regionalistiske partier normalt ikke får nok stemmer til, at dominere på nationalt eller statsligt niveau, vil de ofte indgå politiske alliancer eller forsøge at blive en del af en koalitionsregering. Eksempler på regionalistiske partier er Scottish National Party og Plaid Cymru i Storbritannien og Lega Nord i Italien.

## Koncepter
- Selvbestemmelse
- Selvstyre
- Autonomisme
- Decentralisering
- Føderalisme
- Separatisme
- Secession
- Souverainisme
- Glokalisering
- Tænk globalt, handl lokalt
- Lokalisme
- Parochialisme
- Etnisk gruppe
- Mindretal
- Land (identitet)